# Francisco Javier Cruz
Francisco Javier Cruz Jiménez más conocido como El Abuelo Cruz, es un futbolista mexicano retirado que jugaba en la posición de delantero. Recordado por haber anotado el gol con el que México venció a Canadá y clasificó para el Mundial de Estados Unidos en 1994. Anotó muchos goles para los dos equipos de Monterrey con los cuales jugó: Rayados (La Pandilla) y Tigres de la Universidad Autónoma de Nuevo León, en el Clásico Regiomontano, donde es un ídolo en la ciudad. Antes de esto es muy querido por aficionados de ambos equipos, una rareza en la atmósfera de competencia de Monterrey. Campeón de goleo en el torneo México 86 con 14 goles empatado con Sergio Lira centro delantero del Tampico-Madero, la Jaiba Brava.

## Biografía
Nació el 24 de mayo de 1966 en Cedral, San Luis Potosí, una ciudad pequeña cerca de Real de Catorce. En 1970, a muy temprana edad, se traslada a Monterrey donde trabajaba su papá. En una entrevista, Cruz afirmó haber caído en una depresión luego de retirarse de él. Su estado mental empeoró tras la muerte de su madre a causa de un infarto en 2004 y la muerte de su padre un año después. Poco después de la muerte de sus padres, Cruz desarrolló un trastorno alimentario y alcanzó un peso de 313 libras. Cruz se sometió a una cirugía de derivación gástrica luego de que le diagnosticaran presión arterial alta y diabetes mellitus. Javier Cruz es buscado por el delito de Incumplimiento de contrato, Deudor, proyectos inexistentes etc. Después de que querer emprender el viaje como director técnico, Francisco Javier utilizó su imagen y sus contactos para así crear una red de préstamo de dinero, en donde el como cabeza presentaba proyectos con una promesa que los prestamistas jamás imaginarían que no cumpliría. Pedir dinero para el proyecto y nunca más pagar. Trató de limpiar su imagen regresando una vez más al público pero ahora como candidato no logró ni el 10% que sus oponentes y tuvo que retirarse.

## Carrera futbolística

### Debut profesional
En la Sultana del Norte y a los 17 años nació futbolísticamente, debutando el 24 de marzo de 1984 con el equipo del Monterrey. Poseedor de un gran carisma y buen juego, el joven Cruz rápidamente se hizo parte de un lugar en la titularidad y logró el cariño de la gente regiomontana.

### Clubes
Surgió de las fuerzas básicas del Club de Fútbol Monterrey y participó en los equipos Club Deportivo Logroñés de España, Tigres de la UANL, Club de Fútbol Atlante, PFC CSKA Sofia de Bulgaria y Tigrillos de Saltillo.

### Seleccionado nacional
Joven aún, recibió la oportunidad de participar con la Selección de fútbol de México, logrando ser convocado por el entrenador Bora Milutinović para disputar el Mundial de 1986. Su debut fue el 27 de abril de 1986 en un encuentro amistoso contra Canadá.

#### Mundial 1986
Por su corta edad, era el delantero suplente y solo se le daba cierta oportunidad en los segundos tiempos. Conforme pasaron las jornadas en el Mundial, México logró avanzar como primero de su grupo.
En cuartos de final, la selección mexicana por primera vez saldría de la Ciudad de México para disputar un partido. Fue entonces que se trasladó a Monterrey para enfrentar a Alemania el 21 de junio de 1986. Siendo ésta la ciudad donde Cruz radicaba y jugaba fútbol, durante todo el partido se escucharon cantos y gritos para apoyar a "El Abuelo" para que ingresara al campo de juego, todo el estadio cantaba: "¡Sacaremos al Abuelo de la banca, sacaremos al Abuelo de la banca, sacaremos al Abuelo de la banca, lo sacaremos, sacaremos sí señor! El tiempo transcurrió y Cruz entró, recibiendo así su oportunidad, y respondió rápidamente con un gol, pero que habría de ser anulado por una supuesta falta de su compañero Hugo Sánchez. Al final, México quedó eliminado del Mundial al perder en tanda de penales.
Cruz ocupó un lugar en la selección desde 1986 hasta 1993, estando en casi todas las convocatorias y participando en cerca de 19 encuentros. Después de que México fue descalificado por la FIFA de participar para el mundial en Italia 1990 por falsificación de documentos de nacimiento patrocinado por los directivos de la federación mexicana en una selección menor, "El Abuelo" ya no recibiría la oportunidad de participar nuevamente en un mundial. 
Las eliminatorias para Estados Unidos 1994 habían resultado complicadas, por lo que México dejó su suerte hasta el último partido. En caso de vencer, la selección mexicana obtendría su calificación al Mundial. El encuentro se desarrolló en Canadá y Cruz fue el encargado de marcar el gol a pesar de los esfuerzos de Steve Forrest, el portero canadiense, con el que la selección lograba el pase al Mundial. Desafortunadamente se lesionó al momento de anotar y no podría jugar ese Mundial.

### Retiro
El 9 de mayo de 1999 en un partido contra el Puebla FC, el jugador anunció su retiro portando la camiseta del Monterrey una vez más. Habían transcurrido 15 años desde su debut con la misma institución. Ese día el Monterrey necesitaba por lo menos del empate para poder mantenerse en la primera división, ya que con la derrota el equipo descendería irremediablemente a la Primera 'A'.
Siendo ya un veterano, Cruz no era más titular en el equipo, pero ese día recibió la oportunidad de entrar al campo al minuto 66. Pasando pocos minutos de haber entrado, Cruz realiza una descolgada en la que logró llevarse a dos jugadores y así sacar un pase preciso a Sergio Pérez, quien la empujó para anotar al minuto 71. Dos minutos después el Puebla FC empataría, pero con ello bastaría para que el CF Monterrey se mantuviera en primera división. La pandilla se salvaba.
Su partido oficial de retiro fue el 1 de marzo de 2000 en un encuentro ante el Coritiba Foot Ball Club de Brasil.
Recientemente se había estado desempeñando como entrenador. Estuvo dirigiendo en las reservas del Real Madrid, gracias a la oportunidad que le dio Benito Floro, con quien tenía amistad ya que lo había dirigido en el Monterrey. En una entrevista realizada en el 2006, comentaba que se estaba preparando para dirigir en México, ya sea en Primera División o en la Primera 'A'. Su regreso ocurrió en el 2007, pero para dirigir en la Segunda y Tercera División: primero al Chetumal y después a las Panteras Negras de Guadalupe, Nuevo León. Después de eso, Francisco "El Abuelo" Cruz no pudo seguir creciendo como entrenador y decidió retirarse.

## Palmarés
| Título           | Club      | País   | Año  |
| ---------------- | --------- | ------ | ---- |
| Primera División | Monterrey | México | 1986 |

## Equipos
- 1984-88 CF Monterrey
- 1988-89 CD Logroñés
- 1992-95 UANL
- 1995-96 CF Atlante
- 1996-1997 UANL
- 1997-98 PFC CSKA Sofía
- 1999 CF Monterrey y Tigrillos de Saltillo[3]

## Selección Mexicana
Representó a México como integrante de la Selección Mexicana en las siguientes ocasiones: 
- Copa del Mundo 1986
- Copa de Oro de la CONCACAF 1991